# Gene Taylor (Bassist)

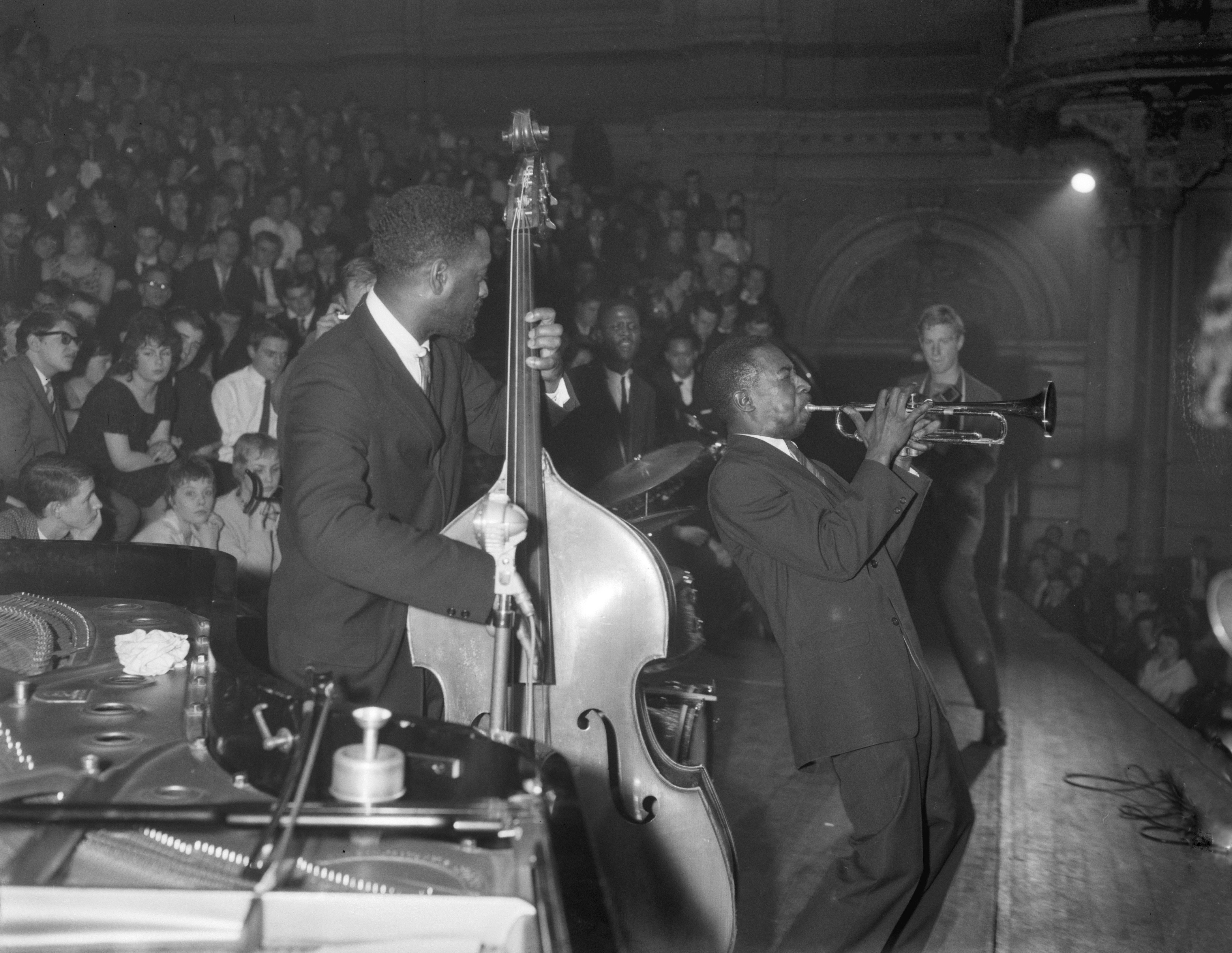
Gene Taylor und Blue Mitchell (Concertgebouw, 1959)

Gene Taylor (* 19. März 1929 in Toledo (Ohio) als Calvin Eugene Taylor; † 22. Dezember 2001 in Sarasota, Florida) war ein US-amerikanischer Jazz-Bassist des Hardbop, der aber auch New Orleans Blues spielte.

## Leben
Gene Taylor begann auf dem Sousaphon, spielt kurze Zeit Klavier und wandte sich dann dem Bass zu. Am meisten wird Taylor als Mitglied des Quintetts von Horace Silver in Erinnerung bleiben, in dem er von 1958 bis 1962 wirkte. Mit Silver besuchte er 1962 Europa. Ab 1964 arbeitete er bei Blue Mitchell und tourte mit dessen Quintett 1965 durch Japan. Außerdem spielte er freelance (freischaffend) mit Thelonious Monk, Howard McGhee, Duke Pearson, Junior Cook. Auf dem Montreux Jazz Festival 1968 begleitete er Nina Simone. In den späten 1960er Jahren arbeitete er mit Coleman Hawkins, mit dem er eines seiner letzten Alben einspielte, sowie mit Eddie Jefferson. 1975 nahm er noch mit Barry Harris auf.

## Diskografische Hinweise
- Junior Cook: Junior’s Cookin’ (OJC, 1961)
- Barry Harris: Plays Thad Dameron (Xanadu, 1975)
- Coleman Hawkins: Supreme (Enja, 1966)
- Eddie Jefferson: Coming Along With Me (OJC, 1969)
- Blue Mitchell: The Cup Bearers (OJC, 1963), Down With It (OJC, 1965)
- Duke Pearson: Profile (Blue Note Records, 1959)
- Horace Silver: Finger Poppin’ (Blue Note, 1959), Blowin’ The Blues Away (Blue Note, 1959), Horace-Scops (Blue Note, 1960), The Tokyo Blues (Blue Note, 1962)